# Serafim de Sousa Ferreira e Silva
Serafim de Sousa Ferreira e Silva (Santa Maria de Avioso, 16 de junho de 1930) é um bispo católico português, atualmente bispo emérito de Leiria-Fátima.

## Biografia
Foi ordenado presbítero a 1 de agosto de 1954 na Sé do Porto.
A 30 de abril de 1979 foi nomeado bispo auxiliar de Braga pelo Papa João Paulo II, e bispo titular de Lemellefa. A ordenação episcopal decorreu a 16 de junho desse mesmo ano, na Cripta da Basílica do Sameiro. Foi presidida pelo arcebispo Eurico Dias Nogueira e foi assistida pelo arcebispo António de Castro Xavier Monteiro e pelo bispo António Ferreira Gomes.
Transitou para o Patriarcado de Lisboa como bispo auxiliar em 1981 onde permaneceu até ser nomeado bispo coadjutor de Leiria-Fátima, a 7 de maio de 1987, sucedendo a 2 de fevereiro de 1993.
Renunciou ao governo da diocese a 22 de abril de 2006.